# Скулија (Тимиш)
Скулија (рум. Sculia) насеље је у Румунији у жупанији Тимиш у граду Гатаја. Oпштина се налази на надморској висини од 110 m.

## Прошлост
По "Румунској енциклопедији" место се помиње 1333. године. Колонизовани су Мађари у 19. веку. Православци Румуни и Срби су подигли цркву 1863. године, а Мађари реформаторску богомољу 1870. године.
Аустријски царски ревизор Ерлер је 1774. године констатовао да место припада Брзавском округу, Чаковачког дистрикта. Становништво је било претежно влашко. Године 1797. месни парох је био поп Јован Балко (рукоп. 1793) који је говорио румунским језиком.
У Скуљи је почетком 20. века живело 52 Србина.

## Становништво
Према подацима из 2002. године у насељу је живело 754 становника.

### Попис2002.
| Расподела становништва по националности 2002.‍ | Расподела становништва по националности 2002.‍ | Расподела становништва по националности 2002.‍ | Расподела становништва по националности 2002.‍ | Расподела становништва по националности 2002.‍ |
| --------------------------------------------- | --------------------------------------------- | --------------------------------------------- | --------------------------------------------- | --------------------------------------------- |
|                                               |                                               |                                               |                                               |                                               |
| Румуни                                        | Румуни                                        |                                               | 652                                           | 86,6%                                         |
| Мађари                                        | Мађари                                        |                                               | 96                                            | 12,7%                                         |
| Немци                                         | Немци                                         |                                               | 5                                             | 0,7%                                          |